# 원자외선 분광 탐사 위성

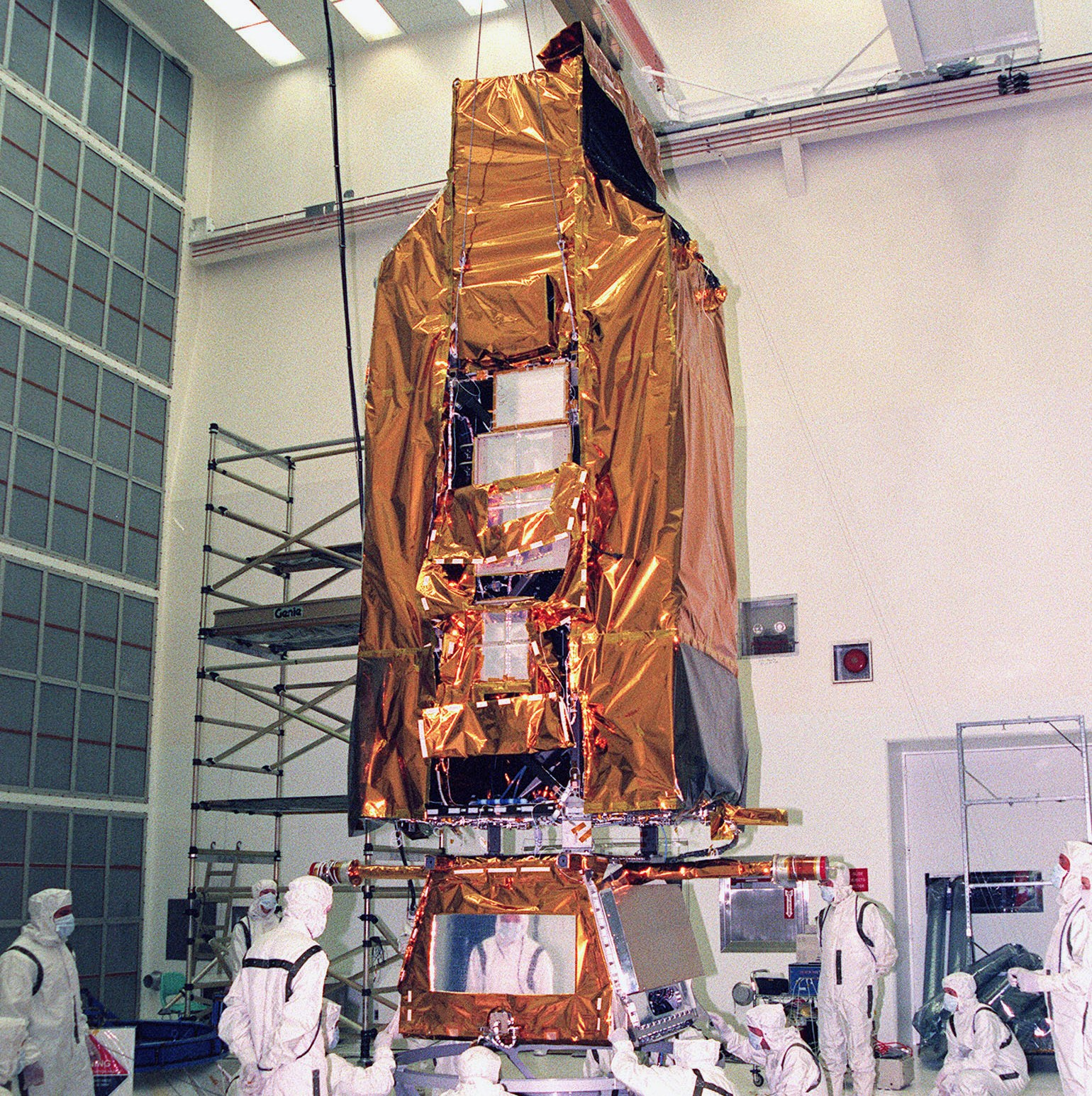

원자외선 분광 탐사 위성(Far Ultraviolet Spectroscopic Explorer, FUSE, 파 울트라바이올렛 스펙트로스코픽 익스플로러, Explorer 77, 익스플로러 77, MIDEX-0)는 존스 홉킨스 대학교 응용물리학부에서 운영하는 미국 항공 우주국(NASA)의 파장 범위 90.5~119.5nm를 커버하는 차세대 고궤도 자외선 우주 관측소를 대표한다. 실혐실. FUSE는 NASA의 오리진스 프로그램(Origins Program)의 일환으로 1999년 6월 24일 15:44:00 UTC에 델타 II 발사체에서 발사되었다. FUSE는 전자기 스펙트럼의 원자외선 부분에서 빛을 감지했는데, 이는 대부분 다른 망원경으로는 관찰할 수 없다. 주요 임무는 빅뱅에서 남은 중수소의 별 처리 시간을 알아보기 위해 보편적 중수소를 특성화하는 것이었다. FUSE는 고도 약 760km(470마일), 경사도 24.98°, 궤도 주기 99.80분의 낮은 지구 궤도에 있다. 이 위성의 프로그램 명칭은 익스플로러 77이다.